# Ai, Se eu te Pego
Ai, Se eu te Pego (Ah si je t'attrape en portugais) est une chanson sortie en 2008 par le groupe brésilien Os Meninos de Seu Zeh et écrite par Sharon Acioly et Antônio Dyggs.
Antônio Dyggs, qui a coécrit la chanson pense que la chanson pourrait devenir un tube au Brésil, il donne l'autorisation à Michel Teló de faire une reprise. La version de Michel Teló rencontre le succès au Brésil et dépasse très vite les frontières brésiliennes : en effet Ai se eu te pego se classe dans les hit-parades en Amérique du Sud puis en Amérique du Nord et en Europe.

## Reprise de Michel Teló
Singles de Michel Teló
Larga de Bobeira
(2011) Bara Bara
(2012)
Ai, Se eu te Pego est une chanson popularisée par le chanteur brésilien Michel Teló sortie le 25 juillet 2011 sous le label Pantannal/Rge ; 1er single extrait de son premier album live Michel na Balada (2011). 
Le clip vidéo de la version anglaise a pour titre Oh, If I Catch You! sort le 16 janvier 2012 sur le site de partage YouTube.

### Le buzz

#### Histoire
La chanson Ai se eu te pego a fait le buzz sur internet grâce à un rythme entrainant et surtout une chorégraphie très simple. Tout a commencé au Brésil, pays d'où est originaire Michel Teló. L'attaquant du club Santos FC Neymar, grand espoir du football brésilien, a été filmé dans les vestiaires de son club en train d'effectuer la chorégraphie avant un match contre le Cruzeiro. La vidéo postée sur YouTube en septembre 2011 comptabilise plus de 500 millions de vues cumulées (entre la version longue et seul l'extrait où danse Neymar). Le Brésil est, assez logiquement, le premier pays touché par ce buzz.
Mais la chorégraphie fut ensuite reprise par les joueurs du Real Madrid Cristiano Ronaldo et Marcelo en plein match contre Málaga le 22 octobre, pour célébrer le but de Ronaldo. La chorégraphie fut ainsi exécutée devant des milliers de spectateurs et téléspectateurs. De cette façon, ce fut l'Espagne et plus généralement l'Europe qui furent touchées par le phénomène Michel Teló. Depuis, la chorégraphie ne se limite plus seulement aux terrains de football : on voit apparaître sur YouTube des milliers de vidéos où les gens s'amusent à traduire les paroles (très simples) de la chanson en différentes langues (espagnol, anglais et même français).
Le succès de la chanson s'explique entre autres grâce à la danse des footballeurs mais également à la communication lors de la sortie de l'album. Jusqu'ici, aucun véritable clip vidéo n'a été tourné, seules sont disponibles sur la chaîne YouTube de Michel Telo deux vidéos extraites d'un concert live. On y voit notamment des dizaines de jeunes femmes effectuer la chorégraphie liée à la chanson. Les paroles du refrain sont également simples et faciles à retenir :
Nossa, nossa
Assim você me mata,
Ai se eu te pego
Ai, ai se eu te pego
- Divine, Divine. Comme (ça) tu me tues. Ah si je t'attrape, ah si je t'attrape !

Le 16 janvier 2012 un clip officiel pour la version en anglais, "Oh, If I Catch You!, est paru sur la page YouTube de Michel Teló.

#### Les acteurs du monde sportif
Le buzz a été véhiculé notamment grâce aux célébrations de certains sportifs. En voici une liste non exhaustive :
- Neymar, joueur du Paris Saint-Germain ;
- Cristiano Ronaldo et Marcelo, joueurs de Fluminese et Al Nassr ;
- Tulio De Melo, joueur de LOSC Lille Métropole ;
- Lewis Holtby, joueur de Schalke 04 ;
- Marco Reus, joueur de Borussia Mönchengladbach ;
- Adrian Mutu, joueur de Cesena ;
- Kevin-Prince Boateng, Robinho et Thiago Silva, joueurs du FC Missak Rafael l'arménien] ;
- l'équipe du Panathinaïkos après le but de Jean-Alain Boumsong ;
- certains joueurs des Nuggets de Denver dont Nenê en NBA[2] ;
- Rafael Nadal, tennisman espagnol[3] ;
- Éric Abidal et Dani Alves, joueurs du FC Barcelone ;
- Jonas et Jordi Alba, joueurs du Valence CF ;
- Ederson et Michel Bastos, joueurs de l'Olympique lyonnais ;

### Formats et liste des pistes
Téléchargement numérique
1. Ai se eu te pego – 2:45

CD single
1. Ai se eu te pego – 2:45
2. Ai se eu te pego (Clip vidéo) – 2:45

If I Catch You (Remixes) - EP
1. If I Catch You (Original Mix) – 2:47
2. If I Catch You (Live Mix) – 2:47
3. If I Catch You (Chill Version 1) – 2:51
4. If I Catch You (Chill Version 2) – 2:43

Autres versions
- Ai se eu te pego [Worldwide Remix] feat. Pitbull – 4:06
- Ai se eu te pego (Version espagnol) – 2:45

### Performance dans les hit-parades
La version de Michel Teló atteint la première place au Brésil. Le 22 novembre 2011, le single sort en Espagne sous forme numérique et entre directement à la première place. Plus tard le single se classe numéro un dans les pays d'Amérique du Sud, en Belgique, aux Pays-Bas, en Suisse, en France, en Grèce, en Autriche, en Allemagne, en Bulgarie, en République tchèque, au Luxembourg, en Pologne, au Portugal, en Roumanie, en Suède et en Italie. En un mois de ventes en Italie, le single devient le 8e single le plus vendu en Italie pour l'année 2011. Avec 600 000 exemplaires numériques, Ai se eu te pego est le single le plus téléchargé de tous les temps en Allemagne.

### Récompenses
- Billboard Music Award 2013 de la chanson latino de l'année.

### Classements, certifications et successions
| Classement (2011-2012)             | Meilleure position |
| ---------------------------------- | ------------------ |
| Allemagne (Media Control AG)       | 1                  |
| Autriche (Ö3 Austria Top 75)       | 1                  |
| Belgique (Flandre Ultratop 50)     | 1                  |
| Belgique (Wallonie Ultratop 40)    | 1                  |
| Brésil (Hot 100)                   | 1                  |
| Brésil (Hot Popular Songs)         | 1                  |
| Bulgarie (IFPI)                    | 1                  |
| Canada (Hot 100)                   | 30                 |
| Tchéquie (IFPI Rádio)              | 1                  |
| Danemark (Tracklisten)             | 2                  |
| États-Unis (Hot 100)               | 81                 |
| États-Unis (Hot Latin Songs)       | 1                  |
| États-Unis (Latin Pop Songs)       | 1                  |
| Finlande (Suomen virallinen lista) | 2                  |
| France (SNEP)                      | 1                  |
| Hongrie (Dance Top 40)             | 2                  |
| Hongrie (Rádiós Top 40)            | 2                  |
| Hongrie (Single Top 40)            | 3                  |
| Israël (Media Forest)              | 1                  |
| Italie (FIMI)                      | 1                  |
| Mexique (Monitor Latino)           | 6                  |
| Pays-Bas (Single Top 100)          | 1                  |
| Norvège (VG-lista)                 | 2                  |
| Pologne (ZPAV)                     | 1                  |
| Roumanie (Top 100)                 | 1                  |
| Slovaquie (IFPI Rádio)             | 7                  |
| Espagne (Promusicae)               | 1                  |
| Suède (Sverigetopplistan)          | 1                  |
| Suisse (Schweizer Hitparade)       | 1                  |
| Venezuela (Top 100)                | 18                 |
| Venezuela (Top Latino)             | 1                  |
| Venezuela (Pop/Rock General)       | 1                  |

| Classement (2011) | Position |
| ----------------- | -------- |
| Italie            | 8        |
| Espagne           | 9        |

| Pays                  | Certifications | Ventes  |
| --------------------- | -------------- | ------- |
| Autriche (IFPI)       | 3 × Platine    | 90 000  |
| Argentine (CAPIF)     | 7 × Platine    | 140 000 |
| Belgique (BEA)        | 2 × Platine    | 60 000  |
| Canada (Music Canada) | Platine        | 80 000  |
| Danemark (IFPI)       | 2 × Platine    | 60 000  |
| Finlande (IFPI)       | Or             | 5 000   |
| France (SNEP)         | Or             | 250 000 |
| Allemagne (BVMI)      | 3 × Platine    | 900 000 |
| Italie (FIMI)         | 3 × Platine    | 90 000  |
| Espagne (Promusicae)  | 4 × Platine    | 160 000 |
| Mexique (Amprofon)    | 3 × Platine    | 180 000 |
| Norvège (IFPI)        | 3 × Platine    | 30 000  |
| Pays-Bas (NVPI)       | 2 × Platine    | 140 000 |
| Suède (GLF)           | 5 × Platine    | 200 000 |
| Suisse (IFPI)         | 6 × Platine    | 180 000 |

### Historique de sortie
| Pays             | Date             | Format                   |
| ---------------- | ---------------- | ------------------------ |
| Brésil, Portugal | Juillet 2011     | Airplay                  |
| Brésil, Portugal | 10 octobre 2011  | Téléchargement numérique |
| Espagne          | 22 novembre 2011 | Téléchargement numérique |
| Pays-Bas         | 25 novembre 2011 | Téléchargement numérique |
| Mexique          | 28 novembre 2011 |                          |
| Allemagne        | 16 décembre 2011 | CD single                |

## Reprises
- La chanteuse roumaine Inna a effectué un remix de la chanson en chantant elle-même les paroles en portugais. Le single a été publié sur la page Facebook de l'artiste le 9 janvier 2012. Le morceau a été écrit par Sharon Acioly et Antônio Dyggs et produit par Marcel Botezan et Sebastian Barac.
- remixes : Michel Teló feat. Magnate & Valentino - Ai se eu te Pego
- en bachata : par Toke D'Keda, par Jim Marlon
- en mambo : par Fuego (Si Me Pego)
- en merengue : par Grupo Extra et par Bladdy Style (Si Yo Me Pego)
- en salsa : par La Joven Sensacion et par DJ Andy Bruno feat. Ramon Bahia
- en funk : par Cangaia de Jegue